# Kofi Mensah
Kofi Mensah (sinh ngày 8 tháng 3 năm 1978 ở Koforidua, Ghana) là một cựu cầu thủ bóng đá người Hà Lan-Ghana.

## Sự nghiệp
Mensah bắt đầu sự nghiệp năm 1996 tại AFC Ajax. Sau 3 năm cùng với câu lạc bộ, ông chuyển đến NAC Breda. Vào tháng 6 năm 2003, ông lại chuyển đến ADO Den Haag. Mensah thi đấu cho Anorthosis Famagusta FC mùa giải 2004-05, nhưng quyết định ra đi vì không nhận được 2 tháng lương. Sau đó ông cố gắng lấy bản hợp đồng tại FC Emmen, Helmond Sport và SC Cambuur, nhưng đều không thành công vain. Vào tháng 2 năm 2006, ông chuyển đến FC Omniworld thi đấu đến hết mùa giải.

## Quốc tế
Ông từng thi đấu cho đội tuyển trẻ Hà Lan.

## Sự nghiệp
| Mùa giải  | Câu lạc bộ              | Số trận | Bàn thắng | Giải vô địch          |
| 1996/97   | AFC Ajax                | 1       | 0         | Eredivisie            |
| 1997/98   | AFC Ajax                | 5       | 0         | Eredivisie            |
| 1998/99   | AFC Ajax                | 15      | 0         | Eredivisie            |
| 1999/00   | AFC Ajax                | 0       | 0         | Eredivisie            |
|           | NAC Breda               | 11      | 0         | Eerste Divisie        |
| 2000/01   | NAC Breda               | 14      | 0         | Eredivisie            |
| 2001/02   | NAC Breda               | 13      | 0         | Eredivisie            |
| 2002/03   | NAC Breda               | 11      | 0         | Eredivisie            |
| 2003/04   | ADO Den Haag            | 14      | 0         | Eredivisie            |
| 2004/05   | Anorthosis Famagusta FC | 6       | 0         | Cyprus First Division |
| 2005/06   | FC Omniworld            | 6       | 0         | Eerste Divisie        |
| Tổng cộng | Tổng cộng               | 96      | 0         |                       |